# تاریخ شیمی

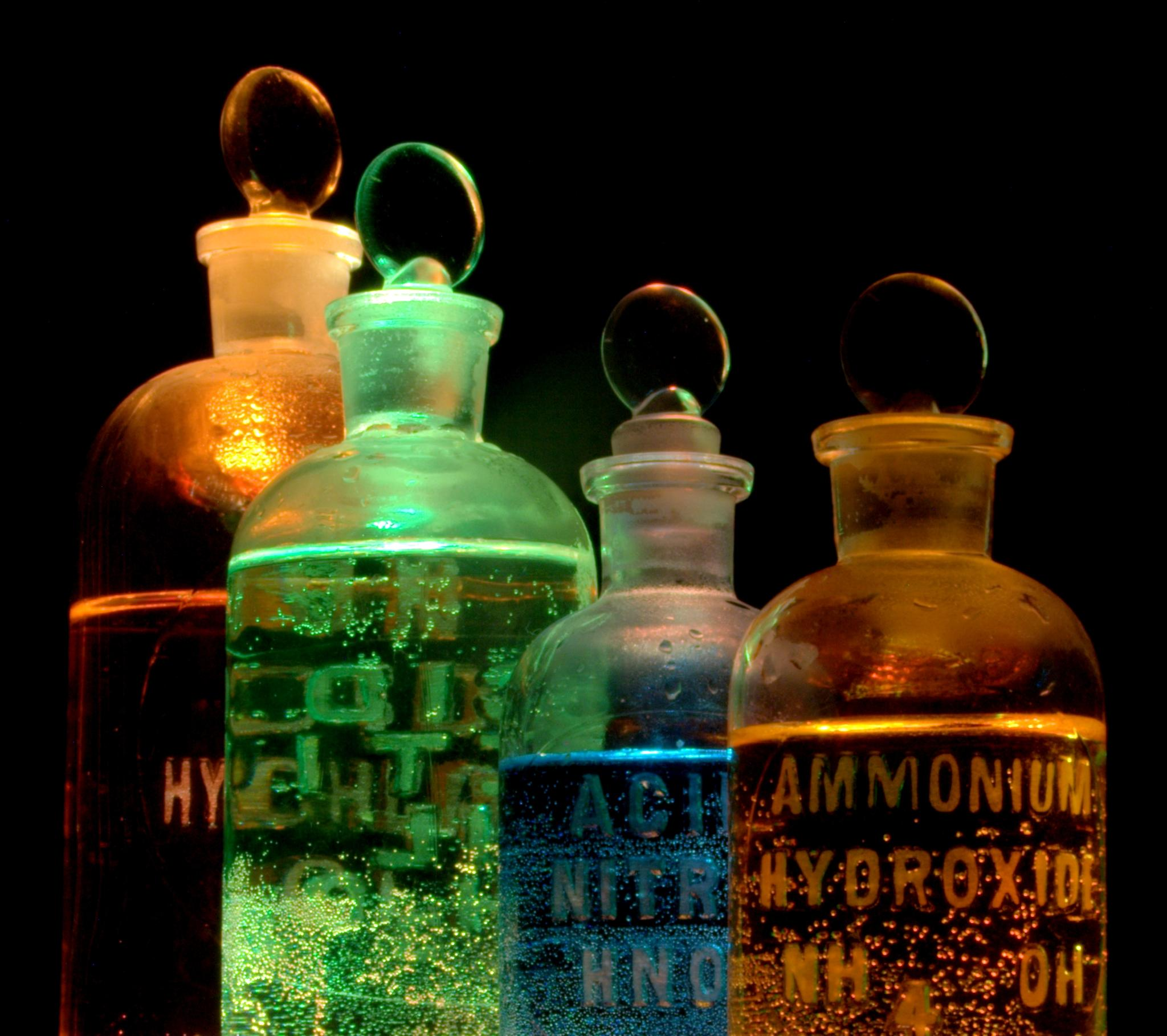
شیمی مطالعهٔ ساختار، خواص، ترکیبات و تغییر شکل مواد است.

تاریخ شیمی به سلسله اتفاقاتی گفته می‌شود که از زمان باستان تاکنون برای دانش شیمی اتفاق افتاده‌است. تا ۱۰۰۰ سال پیش از میلاد، تمدن‌های باستان از ابزارهایی استفاده می‌کردند که سرانجام اساس تنوع شاخه‌های شیمی شدند. برای نمونه استخراج فلزها از سنگ معدن، سفالگری با استفاده از لعاب، تخمیر آبجو و شراب، تهیهٔ رنگدانه برای لوازم آرایشی و نقاشی، استخراج مواد شیمیایی از گیاهان برای دارو و عطر، تهیهٔ پنیر، ریسندگی، دباغی کردن چرم، تهیهٔ صابون از چربی، ساخت شیشه و ساخت آلیاژهایی مانند برنج.
در گذشته تلاش برای بیان طبیعت مواد و چگونگی دگرگونی آن‌ها ناموفق بود. دانش پیشرفته‌تر کیمیاگری نیز در این مورد ناتوان بود. به هرحال دانش کیمیا به کمک انجام تحقیقات اولیه و ثبت نتیجه‌ها، پایه‌گذار شیمی مدرن بود. تغییر نگرش در شناخت مواد، زمانی شروع شد که رابرت بویل در سال ۱۶۶۱ در کتاب شیمی‌دان شکاک میان شیمی و کیمیا تفاوت قائل شد. پس از آن شیمی با تلاش‌های آنتوان لاووازیه و ارائه قانون پایستگی جرم، به یک دانش تکامل‌یافته تبدیل شد. دغدغهٔ هر دو دانش کیمیا و شیمی شناخت طبیعت مواد و چگونگی دگرگونی آن‌ها بود، اما تنها شیمی از شیوه‌های علمی قوی بهره‌مند شد. با کوشش‌های ویژهٔ جوسایا ویلارد گیبز تاریخ شیمی با ترمودینامیک رابطهٔ عمیقی پیدا کرد.
تاریخ شیمی از آغاز تاکنون با صنعت رابطه‌ای مستقیم داشته‌است. در ابتدای دوران مدرن در اروپا، شیمی از ترکیب دانسته‌های باستان با فعالیت‌های دانشمندان مسلمان در قرون وسطی توسعه یافت. سپس شیمی در کنار فیزیک توانست ماهیت درونی مواد را شرح دهد. امروزه شیمی دانشی بسیار پیچیده‌است که بخش‌های زیادی با اهداف متنوع در زمینه‌های مختلف فناوری دارد.

## دوران باستان (۴۰۰۰–۳۰۰ پ. م)

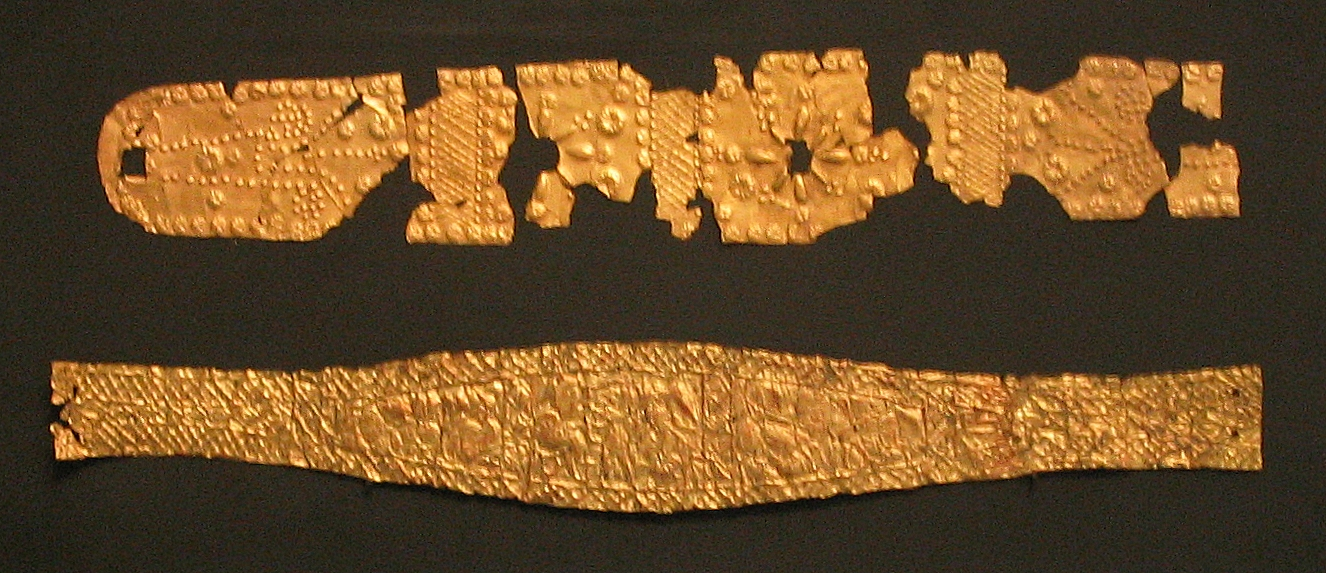
دو سربند از جنس طلا مربوط به ۷۰۰-۷۵۰ پ. م در تبس که نشان‌دهندهٔ آشنایی تمدن مصر باستان با متالورژی‌است.

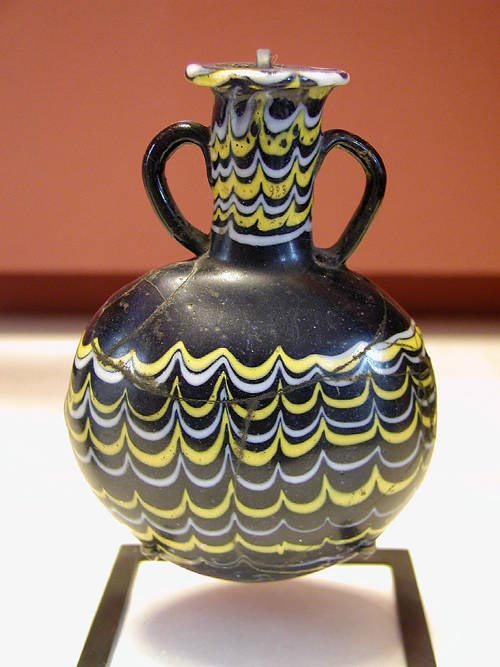
سفالگری در مصر باستان یک هنر مهم و توسعه‌یافته بود.

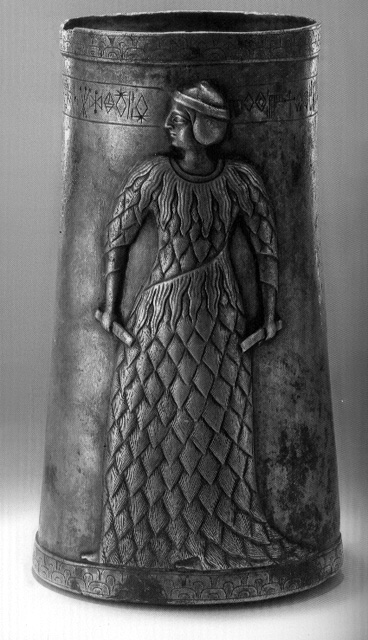
استوانهٔ نقره‌ای کشف‌شده در مرودشت، فارس با نوشته‌هایی به خط ایلامی روی آن. مربوط به هزارهٔ سوم پیش از میلاد. موزه ملی ایران.

مسلماً نخستین واکنش شیمیایی که بشر توانست آن را کنترل و مهار کند، سوختن و آتش بود. آتش برای مردم باستان، یک نیروی عرفانی بود که می‌توانست یک ماده را به یک مادهٔ دیگر تبدیل کند در حالی که نور و گرما نیز می‌بخشد. آتش بر بسیاری از جوامع تأثیر گذاشت. به‌طوری‌که فعالیت‌های روزمره‌ای مانند آشپزی و تهیه نور و گرما تا فناوری‌هایی مانند سفالگری، تهیهٔ آجر و ذوب فلزها همگی وابسته به آتش بودند.
آتش سبب کشف شیشه و نحوهٔ پالایش فلزها شد و همین امر پایه‌گذار دانش متالورژی یا شناخت مواد شد. در اوایل نیاز زیادی به دانستن شیوه‌های پالایش فلزها بود به ویژه در مصر باستان (۲۶۰۰ پ. م) که طلا فلزی گرانبها به‌شمار می‌آمد. کشف آلیاژها باعث شروع عصر برنز شد. نخستین شواهدی که نشان می‌دهد انسان‌های باستان در زمینهٔ دانش متالورژی فعالیت داشتند، مربوط به هزاره‌های پنجم و ششم پیش از میلاد است. پس از آن دانش متالورژی برای یافتن چگونگی ساخت سلاح‌های جنگی برتر به کار گرفته‌شد.

### مصر باستان
مصریان باستان در زمان پیش از پادشاهی قدیمی توانستند نوعی سفال براق بسازند که به سفال مصری معروف است. در آن زمان این صنعت گرانبها تلقی می‌شد چراکه این سفال‌ها از خاک رس تهیه نمی‌شدند و از سیلیس و مقادیر کمی آهک و جوش شیرین به دست می‌آمدند.
مصریان باستان در زمینهٔ متالورژی نیز توانا بودند و نوشته‌هایی به خط هیروگلیف مصری مربوط به ۲۶۰۰ سال پیش از میلاد موجود است که طلا را توصیف می‌کنند.
کیمیا در میان مصریان باستان نیز رواج داشت. کیمیای مصری را بیشتر از طریق نوشته‌های فیلسوفان یونانی می‌توان شناخت. دیوکلتیان، امپراتور روم هنگام حمله به مصر دستور سوزاندن اسنادی که مربوط به کیمیا باشد را داد و به همین دلیل نوشته‌های مصری کمی دربارهٔ کیمیا باقی مانده‌اند که مهم‌ترین آن‌ها پاپیروس استکهلم و پاپیروس لیدن هستند. مصریان عقیده داشتند که علم کیمیا توسط تحوت، خدای دانش و خرد پدید آمده‌است.

### ایران باستان
سفالینه‌های خاکستری با لعاب سیاه در ۲۰۰۰ سال پیش از میلاد در تپه حصار و تپه سیلک به وجود آمدند. این سفال‌ها نخستین نوع سفال‌های لعاب‌داری هستند که شناخته‌شده‌اند. ایرانیان باستان برای خودآرایی از موادی مانند سرخاب، وسمه و سرمه استفاده می‌کردند که این مواد را از چربی حیوانات یا خاکستر به دست می‌آوردند و به آن‌ها رنگدانههای طبیعی می‌افزودند. در آن دوران فیروزه به خاطر رنگ زیبایش مورد توجه بود و ایران تنها کشوری بود که این سنگ گرانبها را استخراج می‌کرد.

### یونان باستان

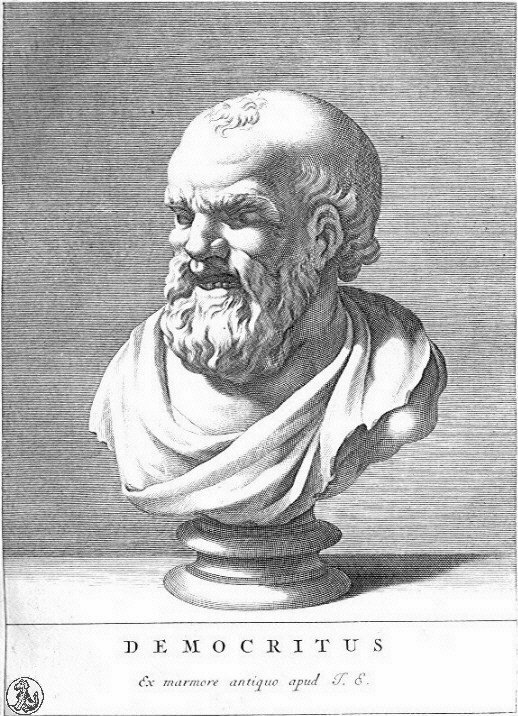
دموکریت، فیلسوف یونانی که عقیده داشت مواد از ذرات تجزیه‌ناپذیری به نام اتم تشکیل شده‌اند.

فیلسوفان تلاش می‌کردند تا بدانند چرا مواد مختلف خاصیت‌های متفاوت (رنگ، بو و غلظت) و حالت‌های متفاوت (جامد، مایع و گاز) دارند و با شیوه‌های متفاوت با یکدیگر واکنش می‌دهند. در این زمان فیلسوفان یونانی نخستین نظریه‌ها را دربارهٔ شیمی و طبیعت ارائه کردند که تاحدودی این نظریه‌ها متأثر از فرهنگ و تمدن‌های زمان خود بود. برای مثال، تالس تصور می‌کرد آب عنصر اصلی سازندهٔ جهان است. دویست سال پس از او ارسطو از «عناصر چهارگانه» سخن گفت و اعتقاد داشت که جهان از چهار عنصر آب، هوا، خاک و آتش ساخته‌شده‌است.
ارائهٔ نظریهٔ اتمی به دوران یونان باستان بازمی‌گردد. نظریهٔ اتمی مربوط به ۴۴۰ سال پیش از میلاد است. لوکرتیوس (۵۰ پ. م) در کتابی به نام «طبیعت چیزها» (به یونانی: De Rerum Natura) به اندیشه‌های دموکریت و لئوکیپوس اشاره می‌کند. دموکریت ادعا می‌کرد که همهٔ مواد از ذره‌های تجزیه‌ناپذیری به نام اتم تشکیل شده‌اند.

## آغاز کیمیا (۳۰۰–۷۰۰ پ. م.)
در گذشته مردم بسیار مشتاق بودند که بتوانند فلزهایی ارزان را به فلزی گرانبها همچون طلا تبدیل کنند. به اعتقاد آنان ماده‌ای که می‌توانست چنین کاری انجام دهد، سنگ فلاسفه بود. همین موضوع سبب شد که علمی به نام کیمیا* پدید آید.
کیمیا تنها به دنبال تبدیل فلزهای ارزان به فلزهای گرانبها نبود. آن زمان این امید وجود داشت که کیمیا بتواند کمکی کند تا دارویی ساخته‌شود که منجر به بهبودی مردم شود. مردم امیدوار بودند که کیمیاگران بتوانند ماده‌ای به نام آب حیات یا اکسیر زندگی به وجود بیاورند تا به کمک آن مرگ انسان‌ها را به تأخیر بیندازند. اما هرگز سنگ جادو و آب حیات به وجود نیامد.
کیمیا در فرهنگ فارسی نیز تأثیرگذار بود. شاعران فارسی‌زبان در اشعار خود به کیمیا اشاره می‌کردند. مولوی در یکی از اشعار خود می‌گوید:
| من غلام آن مس همت‌پرست |  | که به غیر از کیمیا نارد شکست |

## از کیمیاگری به شیمی (۷۰۰–۱۵۰۰)

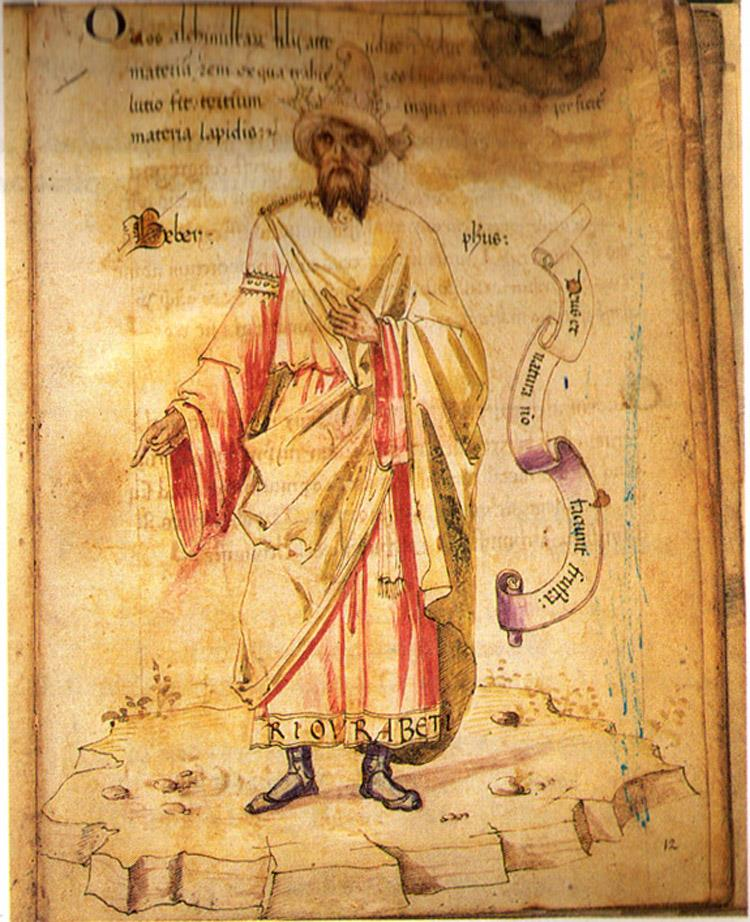
یک نقاشی از جابر بن حیان که در سده پانزدهم میلادی توسط اروپاییان کشیده‌شده‌است.

در جهان مسلمان، دانشمندان مسلمان (ایرانی و عرب) شروع به ترجمهٔ آثار علمی یونان باستان کردند و شیوه‌های علمی آن‌ها را آزمایش کردند. توسعهٔ شیمی مدرن بسیار آهسته و دشوار بود اما یک شیوه علمی برای شیمی در میان مسلمانان در حال پیدایش بود. در قرن هشتم میلادی، جابر بن حیان که او را پدر علم شیمی نیز می‌نامند، و از شاگردان امام ششم شیعیان بوده‌است یک رویکرد منظم و همراه با آزمایش را معرفی کرد. تحقیقات او بر خلاف کیمیاگران یونانی و مصری که بیشتر تنها در ذهن خود به تفکر می‌پرداختند، در آزمایشگاه صورت می‌گرفت. او وسیله‌ای به نام انبیق اختراع کرد و با آن مواد شیمیایی را بررسی می‌کرد. انبیق وسیله‌ای ساده برای تقطیر مواد بود. این ظرف برای گرم کردن مخلوط‌ها و جمع‌آوری و هدایت بخارهای حاصل به کار می‌رفت. از کارهای جابر بن حیان تفاوت قائل شدن میان اسید و باز، و ساخت صدها دارو بود.
سایر شیمی‌دانان مؤثر مسلمان از قبیل ابن سینا، ابویوسف کندی، ابوریحان بیرونی و جعفر صادق برخی نظریه‌های کیمیا از جمله داستان سنگ فلاسفه را رد کردند. خواجه نصیر طوسی نیز به گونه‌ای پایستگی جرم را ارائه کرد. او اشاره کرد که یک ماده تنها می‌تواند تغییر کند اما نمی‌تواند ناپدید شود. محمد زکریای رازی نیز نظریهٔ عناصر چهارگانهٔ ارسطو را برای اولین بار رد کرد. او با به‌کارگیری آزمایشگاه مدرن و طراحی و توصیف بیش از بیست ابزار آزمایشگاهی که برخی از آن‌ها هم‌اکنون نیز کاربرد دارند، یک بنیان مستحکم برای شیمی مدرن بنا کرد.

## آغاز شیمی نوین (۱۵۰۰–۱۸۰۰)

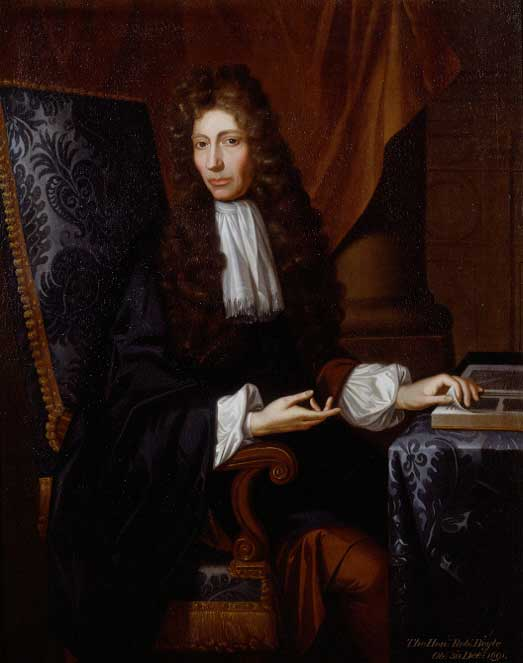
رابرت بویل که امروزه او را از نخستین شیمی‌دانان مدرن و از پایه‌گذاران شیمی جدید می‌دانند. او برای اولین بار میان شیمی و کیمیا تفاوت قائل شد.

مشاهده کردن، اندیشیدن و نتیجه‌گیری کردن ابزارهای یونانیان باستان برای مطالعهٔ علوم طبیعی بود. کیمیاگران نیز تا پیش از آغاز دوران شیمی مدرن تنها از این سه ابزاره استفاده می‌کردند. در سال ۱۶۰۵، فرانسیس بیکن کتاب مهارت و پیشرفت فراگیری را منتشر کرد که حاوی توضیحاتی بود که بعدها به روش علمی معروف شد. در سال ۱۶۱۵ ژان بگن برای اولین بار از معادله شیمیایی استفاده کرد. رابرت بویل، دانشمند بریتانیایی در سال ۱۶۶۱ در کتاب شیمی‌دان شکاک، شیمی را علمی تجربی خواند. او از محققان خواست تا علاوه بر سه ابزار اصلی یونانیان پژوهش‌های علمی نیز انجام دهند. بویل عقیدهٔ ارسطو را که جهان از چهار عنصر آب، هوا، خاک و آتش تشکیل شده‌است را رد کرد و به جای آن سه عنصر نمک، گوگرد و جیوه را عناصر سازندهٔ جهان دانست. در عوض او مفهومی جدید ارائه کرد که ذرات اولیه با ایجاد پیوند با یکدیگر ترکیب‌های جدید می‌سازند. این تعبیر ساده‌ترین و در عین حال معقول‌ترین تعبیری بود که ارائه شد. پس از آن برای توجیه پدیده‌های طبیعی به جای نظریهٔ ارسطو از نظریهٔ بویل استفاده‌شد. در سال ۱۶۶۹ هنینگ براند توانست فسفر را از ادرار به دست آورد و فسفر اولین عنصری بود که با شیوهٔ شیمیایی کشف شد. هنری کاوندیش برای اولین بار در سال ۱۷۶۶ توانست گاز هیدروژن (H2) را از سار گازها تمیز دهد. لاووازیه در سال ۱۷۹۳ نام این گاز را هیدروژن نهاد.
آنتوان لاووازیه در سال ۱۷۸۹ قانون پایستگی جرم را مطرح کرد که به قانون لاووازیه نیز مشهور شد. در این هنگام قوانین شیمی کمی قوی‌تر شد به گونه‌ای که پیش‌بینی‌های درست‌تری صورت می‌گرفت.
جوزف بلک در سال ۱۷۵۴ توانست کربن دی‌اکسید که او به آن هوای ثابت می‌گفت را جداسازی کند. کارل ویلهلم شیله و جوزف پریستلی هر یک در سال‌های ۱۷۷۱ و ۱۷۷۴ به‌طور مستقل توانستند اکسیژن را با گرم کردن جیوه (II) اکسید و نیترات‌ها جداسازی کنند. جوزف پروس نیز با کشف «قانون نسبت‌های معین» باعث پیشرفتی بزرگ در شیمی شد. بر اساس این قانون مواد شیمیایی با نسبت‌های معین با یکدیگر واکنش می‌دهند. در سال ۱۸۰۰ آلساندرو ولتا با ساخت اولین باتری شیمیایی باعث سرآغاز دانش الکتروشیمی شد. در سال ۱۸۰۱، جان دالتون نظریهٔ اتمی خود را در هفت بند منتشر کرد. او در نظریهٔ خود اتم را تجزیه‌ناپذیر خواند. در آن زمان نظریهٔ دالتون بسیار تأثیرگذار بود به‌طوری‌که در قرن نوزدهم، شیمی‌دانان به دو گروه تقسیم می‌شدند. گروه اول کسانی بودند که نظریهٔ اتمی جان دالتون را دنبال می‌کردند و گروه دوم کسانی همانند ارنست ماخ بودند که به این نظریه اعتقاد نداشتند.
در سالنامهٔ علوم (به فرانسوی: L'année de la science) مربوط به سال ۱۹۹۰ راجر کراتینی بیان می‌کند که انگلیسی‌ها بدون تردید اظهار دارند که جوزف پریستلی پدر شیمی جدید است و فرانسوی‌ها نیز آنتوان لاووازیه را پدر شیمی جدید می‌دانند.
اگرچه شیمی در دورهٔ تمدن بابل و مصر باستان آغاز شد و ایرانیان و عرب‌ها در دوران طلایی اسلام فعالیت‌های زیاد انجام دادند، با این حال شیمی مدرن پس از فعالیت‌های لاووازیه شکوفا شد. اصلی‌ترین دلیل آن اکتشافات او دربارهٔ پایستگی جرم، نظریهٔ ماهیت آتش و واکنش سوختن در سال ۱۷۸۳ بود. پیش از آن فرض می‌شد که ماهیت آتش ماده‌ای‌است که از مادهٔ سوختنی آزاد می‌شود.
پس از آنکه واکنش سوختن به‌طور علمی بررسی و حل و فصل شد، فریدریش وهلر، که در سال ۱۸۲۸ موفق به ساخت ترکیب اوره شده‌بود، بحث دیگری را دربارهٔ ارتباط شیمی و حیات و تمایز مواد آلی و مواد معدنی آغاز کرد. پیش از آن در دانش شیمی هرگز به ترکیب مواد آلی و مواد معدنی پرداخته‌نشده‌بود. همین امر سرآغاز یک رشته جدید در شیمی شد به‌طوری‌که در اواخر قرن نوزدهم میلادی دانشمندان می‌توانستند صدها ترکیب آلی به وجود بیاورند. مهم‌ترین آن‌ها جوهرهای مصنوعی بنفش، سرخابی و سایر رنگ‌ها و نیز آسپیرین بود. کشف شیوهٔ مصنوعی تهیهٔ اوره کمک بسیار بزرگی به کشف ترکیبات همپار کرد. چراکه آمونیوم سیانید و اوره دارای فرمول تجربی یکسان هستند.
مایکل فارادی در سال ۱۸۲۵ توانست بنزن را از گاز درخشان آزاد شده از پیرولیز روغن وال به دست بیاورد و آن را بی‌کابورت هیدروژن نامید. بنزن اولین و ساده‌ترین ترکیب آروماتیک کشف شده‌است. ساختار بنزن توسط فریدریش اوت ککوله در سال ۱۸۶۵ میلادی شناسایی شد.

## شیمی نوین

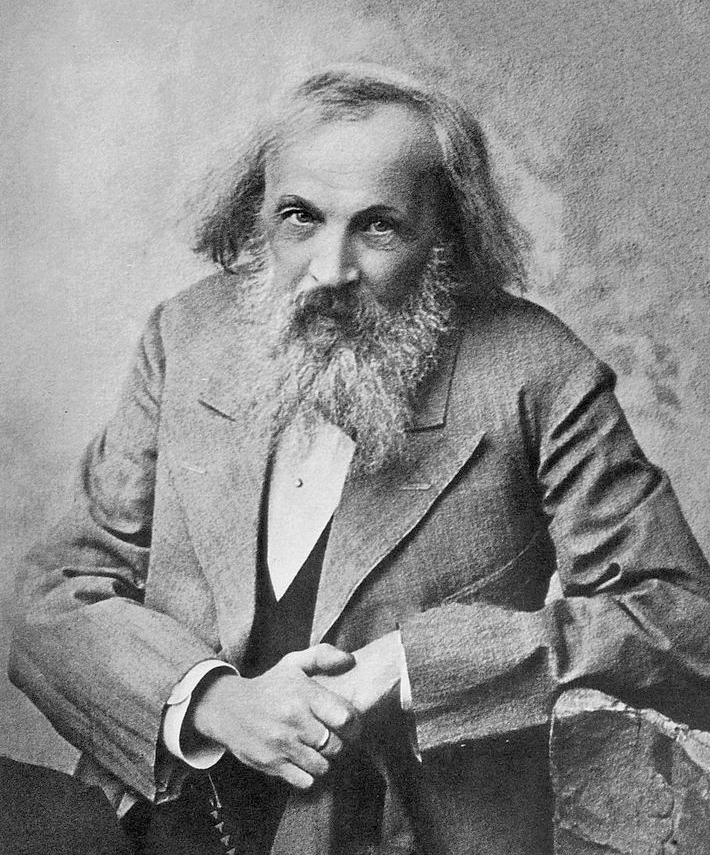
مندلیف شیمیدان روسی

پیش از قرن بیستم، شیمی به عنوان دانشی برای شناخت طبیعت مواد و دگرگونی آن‌ها شناخته‌می‌شد. تفاوت عمدهٔ شیمی با فیزیک این بود که در شیمی از ریاضیات استفاده نمی‌شد و بیشتر علمی تجربی بود. برای نمونه، اوت کنت در سال ۱۸۳۰ نوشت:
هر تلاشی برای به‌کارگیری شیوه‌های ریاضیاتی در مطالعهٔ شیمی، کاملاً غیرمنطقی و بر خلاف روح شیمی‌است. اگر روزی آنالیزهای ریاضی یک بخش برجستهٔ شیمی را به عهده بگیرد، باعث انحطاط آن می‌شود.
به هر حال در نیمهٔ دوم قرن نوزدهم شرایط تغییر کرد و فریدریش اوت ککوله در سال ۱۸۶۷ نوشت:
من انتظار دارم که روزی یک توضیح ریاضیاتی-مکانیکی برای آنچه که امروزه به آن اتم می‌گوییم، خواهیم‌یافت و به کمک آن خواص اتم‌ها را بررسی خواهیم‌کرد.
پس از اکتشافات ارنست رادرفورد و نیلز بور دربارهٔ ساختار اتم و اکتشافات ماری و پیر کوری دربارهٔ پرتوزایی، دانشمندان مجبور بودند دیدگاه خود را نسبت به طبیعت مواد تغییر دهند. بنابراین شیمی به عنوان دانش مواد و مطالعهٔ ترکیب، ساختار و خاصیت‌های مواد و تغییراتی که دستخوش آن‌ها می‌شود، تعریف شد. در تعریف شیمی، ماده همان اتم‌ها و مولکول‌ها هستند و در شیمی واکنش‌های هسته‌ای و شکافت هسته‌ای نادیده گرفته‌می‌شوند. ولی این به آن معنا نیست که شیمی با دانش هسته‌ای ارتباطی ندارد چرا که شاخه‌هایی همچون شیمی هسته‌ای و شیمی کوانتومی نیز وجود دارد اما آنچه امروزه به عنوان کاربرد شیمی از آن یاد می‌شود بررسی مفاهیمی دربارهٔ مواد چه در مقیاس بزرگ و چه در مقیاس مولکولی و اتمی‌است. مطالعه‌های شیمی به بررسی کل یک مولکول تا تأثیر یک پروتون تنها روی یک اتم می‌پردازد.

### جدول تناوبی

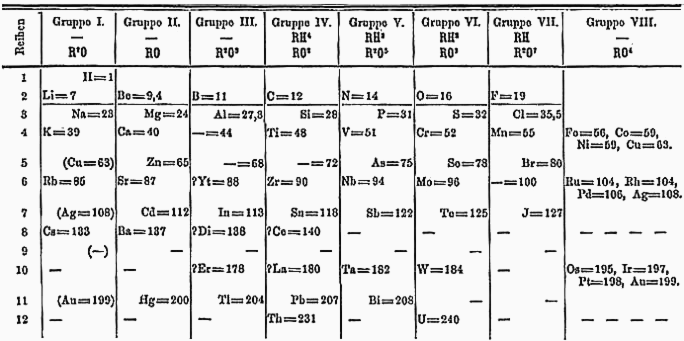
جدول تناوبی مندلیف مربوط به سال ۱۸۶۹

جان نیولندز، شیمی‌دان انگلیسی در سال ۱۸۶۵ دریافت که با گذر از هر هشت عنصر، خواص فیزیکی تکرار می‌شوند. او این خواص مشابه را نیز یادداشت کرد. دیمیتری مندلیف، شیمی‌دان روسیه‌ای اولین کسی بود که یک جدول تناوبی مشابه جدول‌های تناوبی امروزی را به وجود آورد. او عناصر را برحسب جرم اتمی کنار یکدیگر قرار داد و همانند بازی سولیتیر، روی کارت‌هایی نام و خواص عناصر را نوشت و با کنار یکدیگر قرار دادن آن‌ها به شباهت خواص آن‌ها پی برد. او عناصری که به یکدیگر شبیه بودند را در جدولی زیر یکدیگر قرار داد و جدولش را در یک مجلهٔ ناشناخته روسی منتشر کرد و کمی بعد در نشریهٔ آلمانی «مجلهٔ شیمی» (به آلمانی: Zeitschrift für Chemie) منتشر شد.
مندلیف به دلیل تکرار تناوبی خواص متوجه شد که بعضی عناصر هنوز کشف نشده‌اند. او مجبور شد جای این عناصر را در جدولش خالی بگذارد. او وجود سه عنصر ژرمانیم، گالیوم و اسکاندیم را حدس زد و نام آن‌ها را به ترتیب اکاسیلیسیوم، اکاآلومینیوم و اکابور نهاد. وی همچنین توانست برخی خواص همچون جرم و رنگ آن‌ها را حدس بزند که پس از کشف این عناصر پیش‌بینی‌های او با واقعیت مطابقت می‌کردند.

### جایزهٔ نوبل شیمی

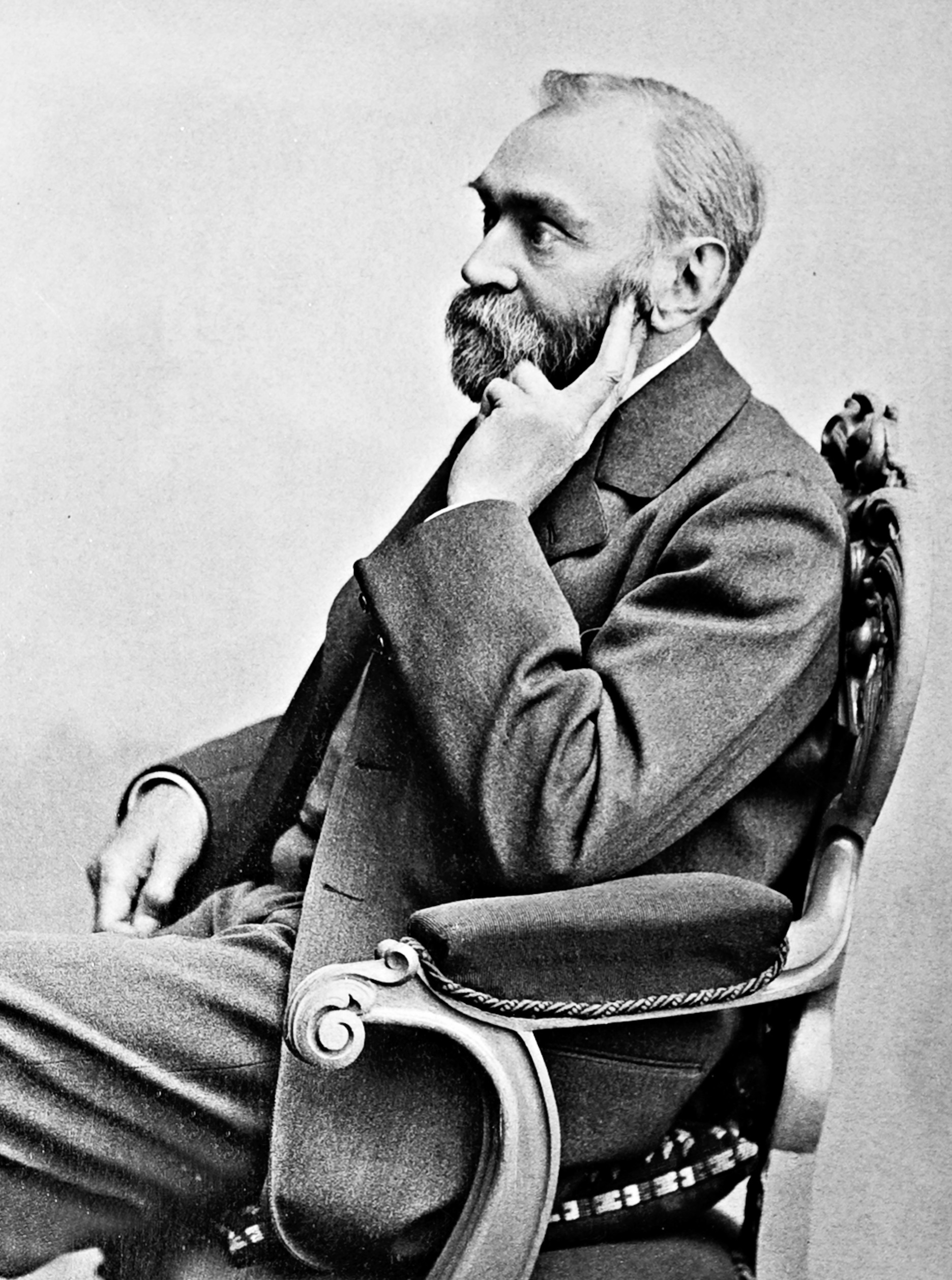
پایه‌گذاری جوایز نوبل در پی وصیت آلفرد نوبل شیمی‌دان، کارآفرین سوئدی و مخترع دینامیت صورت گرفت.

آلفرد نوبل، کارآفرین سوئدی و مخترع دینامیت در آخرین وصیت‌نامه‌اش که در ۲۷ نوامبر ۱۸۹۵ آن را تنظیم کرد، خواست که ثروتش صرف ایجاد مراسمی برای اهدای جوایز به «کسی که بیشترین سود را به نوع بشر» در زمینهٔ فیزیک، شیمی، صلح، فیزیولوژی یا داروسازی و ادبیات می‌رساند، شود. نوبل ۹۴٪ ثروتش را که معادل ۳۱ میلیون کرون سوئد* بود وقف ایجاد این پنج جایزه کرد.
در ۱۰ دسامبر ۱۹۰۱ اولین جوایز نوبل اهدا گردید. اولین جایزهٔ نوبل شیمی را یاکوبوس هنریکوس وانت‌هوف به علت کشف قوانین دینامیک شیمیایی و فشار اسمزی در محلول‌ها دریافت کرد.

### مدل‌های اتمی
اتم‌ها تا سال ۱۸۹۷ کوچک‌ترین جزء ماده و تجزیه‌ناپذیر تلقی می‌شدند. جوزف جان تامسون در سال ۱۸۹۷ طی تحقیقات روی پرتوهای کاتدی، الکترون را کشف کرد. او با قرار دادن یک میدان الکتریکی در اطراف پرتوهای کاتدی متوجه انحراف پرتوها شد و به وجود الکترون در اتم پی برد و در نتیجه تجزیه‌ناپذیر بودن اتم را رد کرد. پس از آن با استناد بر آزمایش خود، یک مدل اتمی ارائه کرد که به مدل کیک کشمشی یا مدل هندوانه‌ای معروف شد. بر اساس این مدل بار مثبت به صورت فضای ابرگونه‌ای سراسر اتم پخش شده‌است و الکترون‌ها در این فضا پراکنده شده‌اند. او مدل خود را به کیک کشمشی تشبیه کرد به‌طوری‌که الکترون‌ها همان کشمش‌ها و بار مثبت کیک است.
مدل تامسون در سال ۱۹۰۹ توسط ارنست رادرفورد، یکی از شاگردان قدیمی تامسون رد شد. رادرفورد و هانس گیگر آزمایش ورقهٔ طلا را ابداع کردند. آن‌ها در این آزمایش یک ورقه نازک طلا را در معرض پرتوهای آلفا قرار دادند. آن‌ها انتظار داشتند که بر اساس مدل تامسون پرتوهای آلفا با انحراف بسیار کمی از ورقهٔ طلا عبور کنند اما بسیاری از پرتوها با زاویهٔ بیشتر از ۹۰° بازگشتند.
رادرفورد نتیجه گرفت که اتم دارای هسته‌ای متمرکز است و مدل اتمی خود را ارئه کرد. او کشف کرد که بیشتر جرم اتم مربوط به بار مثبت است و بار مثبت در یک فضای کوچک به نام هسته در مرکز اتم فشرده شده‌است. الکترون‌ها نیز در فضایی اطراف هسته قرار دارند.
مدل اتمی رادرفورد در دو مورد پایداری اتم و طیف ناپیوستهٔ تابشی اتم پاسخی نداشت. بر اساس مدل رادرفورد اتم نمی‌توانست پایدار باشد؛ زیرا اگر فرض شود الکترون‌ها ثابت هستند، الکترون به دلیل بار منفی جذب هسته می‌شود و اگر فرض شود که الکترون‌ها مانند سیارات منظومهٔ شمسی در حال حرکت به دور هسته هستند و نیروی مرکزگرا همان نیروی الکتریکی‌است، الکترون‌ها باید موج الکترومغناطیسی تابش کنند که در این صورت انرژی الکترون‌ها کاهش یافته و به تدریج روی اتم سقوط می‌کنند. نیلز بور در سال ۱۹۱۳ با توجه به نظریه‌های کوانتومی پلانک و اینشتین، با تجدیدنظر بنیادی در فیزیک کلاسیک، مدل اتمی خود را بیان کرد. او در نظریهٔ خود اعلام کرد که الکترون‌ها در هر مداری نمی‌توانند پایدار بمانند و فقط در مدارهای مجازی به نام «مدارهای مانا» می‌توانند پایدار بمانند و به دور هسته بچرخند. او نیروی مرکزگرا را نیز همان نیروی الکتریکی فرض کرد. تا زمانی که الکترون روی مدار مانا حرکت کند، موج الکترومغناطیسی تابش نمی‌کند و انرژی آن مانا است. در مدل بور شعاع مدار الکترون‌ها نمی‌تواند هر مقداری باشد و شعاع‌ها کوانتیده هستند و الکترون‌ها تنها هنگام جهش از یک مدار پایه به یک مدار با انرژی بیشتر تابش می‌کنند و مقدار انرژی آن‌ها نیز کوانتیده‌است.
| مدل‌های اتمی     |                   |              |
| مدل اتمی تامسون | مدل اتمی رادرفورد | مدل اتمی بور |
| مدل اتمی تامسون | مدل اتمی رادرفورد | مدل اتمی بور |

### شیمی کوانتومی

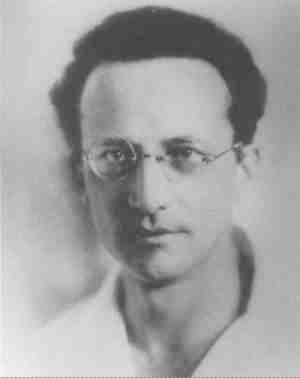
اروین شرودینگر بر مبنای رفتار ذره‌ای و موجی الکترون و با تأکید بر رفتار موجی آن مدل کوانتومی خود را ارائه داد.

کشف معادله شرودینگر توسط آروین شرودینگر و مقالهٔ والتر هایتلر و فریتز لندن که در سال ۱۹۲۷ منتشر شد، به عنوان سرآغاز شیمی کوانتومی شناخته‌می‌شود. به این ترتیب شیمی‌دانان توانستند پیوند اتمی را توجیه کنند. در دههٔ ۱۹۴۰ بسیاری از فیزیک‌دانان مانند روبرت اوپنهایمر و ادوارد تلر از مقیاس مولکولی و اتمی فیزیک به فیزیک هسته‌ای روی آوردند. در سال ۱۹۲۶ میلادی، شرودینگر بر مبنای رفتار دوگانهٔ ذره‌ای و موجی الکترون و با تأکید بر رفتار موجی آن، محدود کردن الکترون به یک مدار دایره شکل را درست ندانست و از حضور الکترون در یک محیط سه بعدی سخن گفت. او یک مدل کوانتومی برای اتم ارائه کرد. کلمنز روتان نیز در سال ۱۹۵۱ مقاله‌ای دربارهٔ معادلات روتان منتشر کرد.
شیمی کوانتوم قوانین مکانیک کوانتوم را در مسائل مربوط به شیمی مورد استفاده قرار می‌دهد. به کمک شیمی کوانتومی می‌توان بسیاری از خاصیت‌های مولکول‌ها مانند طول و زاویهٔ پیوندی، قطبیت پیوند، قطبیت مولکول و طیف‌های مولکولی را مطالعه‌کرد. لینوس پاولینگ نیز بر روی طبیعت پیوندهای شیمیایی و ساختار کمپلکس‌ها تحقیقاتی انجام داد که باعث شد در سال ۱۹۵۴ جایزهٔ نوبل شیمی را دریافت کند. همچنین وی یکی از بزرگ‌ترین شیمی‌دانان قرن بیستم شناخته می‌شود.

### کاربرد شیمی
در اواخر قرن هجدهم و اوایل قرن نوزدهم، کشفیاتی در زمینهٔ زیست‌شناسی صورت گرفت که از آن‌ها می‌توان به کشف بزاق و نحوهٔ تبدیل نشاسته به شکر اشاره کرد. ولی هنوز جزئیات شیمیایی دقیقی دربارهٔ آن‌ها شناخته‌نشده‌بود. در قرن نوزدهم لویی پاستور در حین تحقیق دربارهٔ تخمیر شکر به الکل متوجه شد که عملیات تخمیر توسط یک ماده موجود در مخمر کاتالیز می‌شود. او گفت: «تخمیر الکلی وابسته به حیات یاخته‌های موجود در مخمر است نه مرگ یا فاسد شدن یاخته‌ها»

نموداری که نشان‌دهندهٔ ویژگی‌های شیمیایی ساختار دی‌ان‌ای‌است. در

 سال ۱۸۷۸ ویلهلم کان، دانشمند آلمانی آنزیم را کشف کرد. کشف آنزیم پلی میان شیمی و زیست‌شناسی بود.* اما موفقیت اصلی در اکتشافات زیست‌شناسی زمانی به دست آمد که در سال ۱۹۵۳ جیمز واتسون و فرانسیس کریک توانستند ساختار مارپیچ دی‌ان‌ای را با مدل‌هایی الهام‌گرفته از دانش شیمی و پراش پرتو ایکس که روزالیند فرانکلین آن را انجام داد، توجیه کنند.
در همان سال آزمایش میلر-یوری نشان داد که آمینواسیدها واحدهای سازندهٔ پروتئین هستند که خود می‌توانند بر اساس فرایندهای طبیعی کهن روی زمین، از مواد اولیهٔ ساده‌تر ساخته‌شوند.
در سال ۱۹۸۳ کری مولیس روشی برای تولید دی‌ان‌ای ابداع کرد که انقلابی در فرایندهای شیمیایی بود و به واکنش زنجیره پلیمراز یا PCR معروف است.

### کاربرد شیمی در صنعت
در اواخر قرن نوزدهم یک تحول عظیم در بهره‌برداری از نفتی که از زمین استخراج می‌شد، رخ داد. در ابتدا از نفت برای تولید موادی که جایگزینی برای روغن نهنگ بود، استفاده می‌شد. تولید گسترده و پالایش نفت سبب به وجود آمدن سوخت‌های مایعی همچون گازوئیل و سوخت دیزل، حلال‌های شیمیایی، آسفالت، روان‌ساز، واکس و بسیاری از محصولاتی که در دنیای مدرن کاربرد دارند مانند فیبر، پلاستیک، چسب، آمونیاک، شوینده‌ها و دارو شد. استفادهٔ روزافزون از صنعت شیمی سبب پیدایش رشتهٔ مهندسی شیمی برای اولین بار در مؤسسه فناوری ماساچوست در سال ۱۸۸۱ شد.
در میانهٔ قرن بیستم کنترل ساختار الکترونیکی مواد نیمه‌رسانا با ساخت شمش‌های بسیار خالص سلیسیوم و ژرمانیوم بسیار مهم شده‌بود. بررسی ترکیب شیمیایی و کنترل غلظت عناصر سازندهٔ نیمه‌رساناها باعث اختراع ترانزیستور در سال ۱۹۵۱ شد. این دستاورد سبب ساخت تراشه‌ها برای استفاده در دستگاه‌های الکترونیکی مانند کامپیوتر شد.